# Francisco Macías Nguema
Francisco Macías Nguema, cuyo nombre de nacimiento era Mez-m Ngueme, africanizado como Masié Nguema Biyogo Ñegue Ndong (Nsegayong, Río Muni —actual Mongomo—, 1 de enero de 1924-Malabo, 29 de septiembre de 1979) fue un político ecuatoguineano, elegido primer presidente democrático postcolonial de la República de Guinea Ecuatorial en 1968.
Poco después de asumir la presidencia, el 5 de marzo de 1969, hubo de hacer frente a un intento de golpe de Estado, que logró desactivar. Desde entonces y hasta 1972 fue acaparando todos los poderes del Estado, terminando por imponer un régimen dictatorial, por el que fundió todos los partidos políticos del país en un partido único dirigido por él, al que denominó Partido Único Nacional de Trabajadores (PUNT), se proclamó presidente vitalicio y ejerció una intensa represión sobre sus opositores políticos.
Careció de una ideología definida, aunque militó en un nacionalismo radical, se declaró formalmente marxista y alabó públicamente las figuras de Francisco Franco y Adolf Hitler, autodefiniéndose como «marxista-hitleriano». Durante su dictadura se alejó de la exmetrópoli española y se acercó al bloque soviético y Francia.
En 1979 fue derrocado mediante un golpe de Estado encabezado por su sobrino y jefe del sistema carcelario, Teodoro Obiang, y respaldado por tropas gabonesas y mercenarios marroquíes, siendo juzgado en un proceso público celebrado en el Cine Marfil de Malabo, condenado a muerte y ejecutado.

## Biografía

### Primeros años
Nació el 1 de enero de 1924 en el seno de una familia campesina pobre. Pertenecía al grupo étnico fang, y llegaría a ser un líder tribal importante. Nacido como Mez-m Ngueme (otras fuentes citan que su nombre de nacimiento fue Masié Me Nguema), Macías Nguema era hijo de un médico brujo, caníbal y poseedor del evú, una sustancia del mal muy temida entre los fang. Los padres de Francisco Macías tenían otros tres hijos y eran figuras importantes del clan fang Esangui (conocidos también como «gorilas») y eran oriundos del distrito de Oyem, en Gabón. Producto de las fechorías del padre de Macías, este y el resto del clan Esangui fueron expulsados por los demás fang gaboneses (quienes habían sido víctimas del clan Esangui, a quienes calificaban de criminales) a la Guinea Española, con el objetivo (según los propios fang que les expulsaban) de que fueran rehabilitados por los colonos españoles.
El clan Esangui se estableció en el Distrito de Mongomo, en cuyas selvas la influencia colonial española era mínima en aquel entonces, y en donde Macías nació en el poblado de Nsegayong. Su padre estableció un templo de Bweti a Njobe, en cuya iniciación según la tradición oral fang uno de los hermanos de Macías fue sacrificado por su padre, siendo inmolado.  Esto se debió a que el Bweti a Njobe practicado por los fang exigía huesos humanos para obtener el poder político. El asesinato de su hermano dejó un trauma psicológico permanente en Macías. De todas formas, Macías (al ser el hermano menor) fue hecho sufrir constantemente por sus hermanos. Era, según sus familiares, un niño difícil, tímido y retraído a quien le disgustaba relacionarse con la gente, pero que tenía ambiciones de grandeza. Durante su infancia y juventud estuvo varias veces al borde de la muerte a causa de la tuberculosis, pero fue tratado adecuadamente y logró siempre salvarse. No obstante, todas estas experiencias le hicieron padecer de tanatofobia.
La Guardia Colonial española, sin embargo, no tardó en adentrarse en la selva y comenzar a apelar a métodos violentos para conseguir la sumisión y civilización de los indígenas, muchos de los cuales fueron esclavizados y mandados a trabajar en fincas de cacao y café. Estos métodos incluían torturar, mutilar y asesinar a los aldeanos fang. Un líder destacado de estos episodios fue Julián Ayala. A los nueve años, Macías vio a su padre siendo golpeado mortalmente por un administrador colonial local, cuando trataba de usar su título de jefe tribal para negociar mejores salarios para su gente. Macías quedó huérfano una semana después, cuando su madre se suicidó, dejándolo a él y a 10 hermanos a su suerte.  Luego de esto Macías fue rescatado junto a otros jóvenes fang (nuevamente con el objetivo de civilizar) y criado por unos españoles pudientes.
Se educó en una escuela católica (perteneciente a las misiones), pero en general su formación académica fue escasa, contando solo con educación primaria. Macías consideraba, según sus propias palabras, que los estudios no le llevarían a ninguna parte.  Durante su etapa escolar cambió su nombre de nacimiento por el de Francisco Macías luego de ser bautizado por los misioneros católicos españoles, y aprendió el idioma español (su lengua materna era el idioma fang). Durante su adolescencia trabajó como criado para unos colonos españoles también pudientes, siendo calificado como servicial y obediente, lo cual le valió las burlas y el maltrato por parte de otros fang no cristianizados. En aquella época Macías mostraba un complejo de inferioridad (sobre todo intelectual) respecto a los españoles, y se cree que por esta razón españolizó su nombre. También trabajó como vendedor ambulante.

### Funcionario de la administración colonial
En 1938 entró a trabajar a la administración colonial (a pesar de haber suspendido tres veces el examen de servicio civil, pudiendo aprobarlo a la cuarta gracias al favoritismo de las autoridades coloniales). Obtuvo el diploma de auxiliar administrativo, estatus con el que contaban aquellos funcionarios no diplomados de la Escuela Superior Indígena, donde Macías no había logrado entrar.
En 1944 entró a trabajar en el Servicio Forestal de Bata, y un año después fue destinado al Departamento de Obras Públicas de Río Benito. Volvió posteriormente a Bata y trabajó como catequista para el clero católico local. En ese momento conoció a la que sería su primera esposa. Ganó el aprecio del clero y gracias a esto pudo entrar a trabajar en el Servicio de Obras Públicas de Bata.
También se hizo propietario de una finca para el cultivo de café, y en 1947 dejó la administración colonial para dedicarse a esas labores. En 1950 obtuvo el estatus de emancipado.  En 1951 ingresó nuevamente a la administración colonial, cuando fue nombrado delegado administrativo del gobierno en el distrito de Mongomo. Trabajó además a partir de ese mismo año como traductor para el administrador colonial de Mongomo. En este puesto fue acusado por los nativos de estar al servicio de los blancos, lo cual le hizo ganarse enemistades. Sin embargo, se ha apuntado a que la actitud de lealtad de Macías durante su adolescencia y juventud hacia los colonos se trataba de una maniobra fríamente calculada para lograr sus objetivos personales:

Durante el tiempo en que estuve trabajando con los españoles, no llegaron a pegarme nunca, no recibí ni un solo insulto ni castigo. Yo nunca ofendí al blanco mientras lo tuve de amo. Cuando un blanco me mandaba a limpiar su WC, yo lo hacía sin protestar y después me lavaba las manos... Yo supe engañar al blanco, supe ser inferior.
Declaraciones de Macías.

En 1960, concedido el estatuto de provincia a los Territorios Españoles del Golfo de Guinea, fue nombrado alcalde de Mongomo por las autoridades coloniales españolas, desempeñando el cargo hasta 1964. Era considerado un funcionario oportunista.  Fue uno de los fundadores de la Idea Popular de Guinea Ecuatorial (IPGE), partido que abandonó en 1963 por diferencias ideológicas. Fue un funcionario leal a la administración colonial, y jamás entró en contacto con los nacionalistas guineanos exiliados. Respecto a esto, Macías se defendería diciendo que prefería luchar por la independencia desde el interior del sistema, mostrando una falsa actitud de sumisión para engañar al enemigo. Macías consideraba la lucha directa como infructuosa y peligrosa.
Aprobado el Estatuto de Autonomía para Guinea Ecuatorial en 1963, se le designa vicepresidente del gobierno autónomo de Guinea Ecuatorial (presidido por Bonifacio Ondó Edú) en 1964, cargo que ocuparía hasta su llegada a la presidencia en 1968. Paralelo a su cargo de vicepresidente también se desempeñó como consejero (ministro) de Obras Públicas y diputado de la Asamblea Legislativa. Durante esta época Macías militó en el Movimiento de Unión Nacional de Guinea Ecuatorial (MUNGE), aunque en cierto momento comenzó a distanciarse del neocolonialismo representado por este partido y a avanzar hasta posiciones nacionalistas, estableciendo relaciones con líderes nacionalistas como Atanasio Ndongo. A pesar de esto, nunca renunció a sus importantes cargos en el gobierno autónomo.
Durante su etapa como funcionario colonial fue condecorado con la medalla de la delegación de Asuntos Indígenas, Orden de África en grado de Comendador y la Medalla al Mérito Civil.
Su ascenso como funcionario colonial destacado se produjo puesto que los españoles le consideraban leal y manipulable, debido a su escasa educación y agilidad mental.
Macías volvió a estar en contacto con sus raíces tribales en este periodo, siendo nuevamente miembro destacado del clan Esangui. Fue destinado por el Consejo de Ancianos fang para dirigir los primeros pasos de la etnia en la independencia.

### Representante nacionalista y candidato presidencial

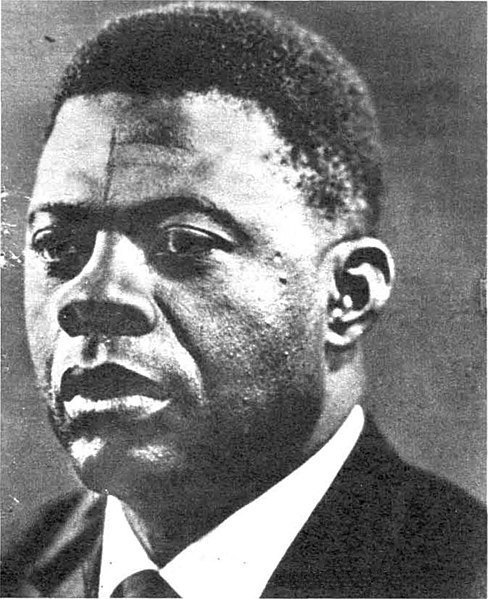
Presidente del Consejo de Gobierno Autónom de la Guinea Española Bonifacio Ondó Edú, el principal oponente de Macías Nguema en las elecciones presidenciales de 1968

Participó en la Conferencia Constitucional de Madrid de 1967-1968, preparatoria de la Constitución de 1968, donde se caracterizó por sus intervenciones marcadamente nacionalistas y anticolonialistas, presentándose como alguien que no temía enfrentarse al gobierno español. Durante la Conferencia también hizo ver su admiración por Adolf Hitler declarando que «África es libre gracias a Hitler». Tras celebrarse dos sesiones de dicha Conferencia Constitucional en Madrid, quedó claro que se otorgaría la independencia a Guinea Ecuatorial, sin prorrogarse el Estatuto de Autonomía. Macías (quien participó en la conferencia como militante del Movimiento Nacional de Liberación de Guinea Ecuatorial, MONALIGE, partido de Atanasio Ndongo) estuvo en contra de la Constitución de 1968, denunciándola ante Naciones Unidas como una maniobra por parte de España para mantener su influencia sobre la excolonia. Hizo campaña a favor de la opción No para el Referéndum sobre la Constitución de Guinea Ecuatorial en 1968. Antes, incluso había abogado por la no realización de este referéndum. Producto de su oposición a la Constitución (finalmente aprobada), entró en conflictos con los líderes del MONALIGE y finalmente dejó el partido.
Para el proceso de independencia de Guinea Ecuatorial, fue escogido por un grupo de cuadros guineanos constituidos en el denominado Secretariado Conjunto o Grupo de los Veintitrés –grupo establecido durante la Conferencia Constitucional bajo la coordinación del abogado antifranquista Antonio García-Trevijano–, para encabezar un proyecto nacionalista ajeno a la influencia del Régimen español, siendo propuesto por este grupo candidato a la presidencia de la futura república, sin adscripción a ningún partido. Esta coalición electoral (Idea Popular de Guinea Ecuatorial) se presentó a las elecciones e hizo que alcanzara la Presidencia de la nueva República de Guinea Ecuatorial en octubre de 1968, tras una segunda vuelta en la que compitió con el otro candidato importante, Bonifacio Ondó Edú, quien había sido presidente del anterior gobierno autónomo. Para aquel entonces, Macías ya no profesaba la religión católica, y era muy crítico de la Iglesia.

### Presidencia

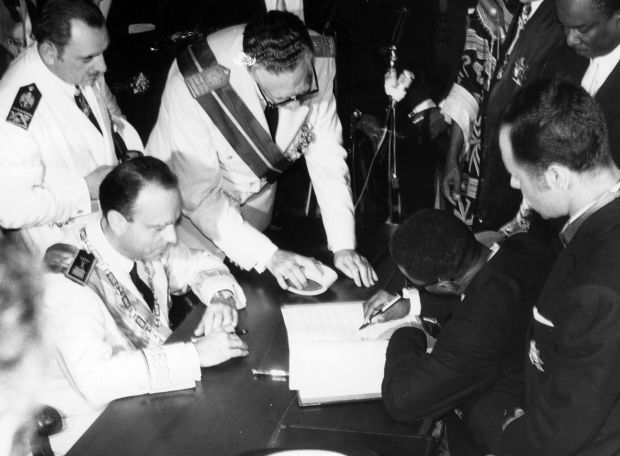
Macías firmando el Acta de la Independencia de Guinea Ecuatorial con el político español Manuel Fraga.

Después de asumir la presidencia del nuevo Estado, mantuvo una política moderada y buenas relaciones con España. No obstante, se le sometió a una desestabilización por parte del almirante Luis Carrero Blanco, vicepresidente del Gobierno español. Entre otras maniobras desestabilizadoras, se vaciaron las arcas de los dos únicos bancos que había en Guinea: El Banco Exterior de España y el Banco de Crédito, por lo que el nuevo gobierno no podía pagar a los funcionarios. El nuevo Estado no disponía de moneda propia ni de banco nacional, y seguía en circulación la peseta española. Además, el nuevo Estado iba a utilizar los presupuestos aprobados por el Estado español (la metrópoli) para las dos provincias africanas, bianuales, según los acuerdos de transición firmados. 
Pero España se negó a cumplir esos acuerdos, acusando Macías a España de crear un bloqueo económico y declarando que no acataría la «impuesta por España» Constitución de 1968. Macías también sintió resentimiento cuando el gobierno español no envió la ayuda armamentística y el avión presidencial que él había solicitado. A principios de 1969, Macías realizó una gira por todo el país donde amenazó a los españoles y animó a sus seguidores a luchar contra ellos.  Toda esta situación se tradujo en una crisis diplomática entre España y Guinea Ecuatorial, la cual terminó en la evacuación de casi toda la población española (alrededor de 7500 personas) por parte del gobierno español y la retirada de las tropas de la Guardia Civil destinadas en el país. También se ordenó la entrega de todas las armas que poseyeran los colonos, armamento que posteriormente Macías proporcionaría a sus Juventudes.
Los colonos españoles también debieron abandonar todos los bienes que poseían en el país.
Antes de la evacuación masiva de los colonos, se estableció un duro toque de queda, mediante el cual las Juventudes en Marcha con Macías (organización juvenil del régimen) salían a amedrentar a los colonos españoles residentes en Santa Isabel y Bata. La Guardia Nacional guineana colocó barreras y controles en los caminos. En esos días, tanto guineanos como españoles temían por su seguridad; no se acudía al trabajo ni a otras ocupaciones diarias. Las calles comenzaron a estar demasiado sucias, y decayeron los servicios. Durante este periodo, varios países africanos expresaron al gobierno español su preocupación por la situación. Pocas semanas después de la independencia, Macías denunció un intento de asesinato cometido supuestamente por Mariano Mba Micha, Delegado Gubernativo de Mongomo.
Tras hacer frente a un supuesto intento de golpe de Estado el 5 de marzo de 1969, encabezado por Atanasio Ndongo, Macías (quien responsabilizó a España de la intentona golpista y calificó a esta como «imperialista y colonialista») declaró el estado de emergencia, arrestó a aproximadamente 200 personas e instauró una dictadura férrea, en la que él mismo se autoproclamó Presidente Vitalicio en 1972, proclamando una nueva Constitución al año siguiente. Bajo su gobierno dictatorial nunca se celebraron elecciones libres. En octubre de 1973, a pesar de ostentar la presidencia de forma vitalicia, convocó a elecciones presidenciales en donde fue el único candidato, siendo oficialmente elegido con un 99 % de los votos. Aquellos que votaron en contra de su candidatura fueron en su mayoría encarcelados. En unas elecciones parlamentarias celebradas poco después, el PUNT obtuvo la totalidad de votos y escaños en la Asamblea Nacional Popular. Ese mismo año una misión de la ONU fue expulsada del país. La presencia de las Fuerzas Armadas en la vida pública aumentó dramáticamente.
Prohibió en 1970 todos los partidos políticos y en su lugar estableció como partido único el Partido Único Nacional de los Trabajadores (PUNT). Su decisión de fundar un partido único se debía a la influencia tanto franquista como de los regímenes comunistas orientales.  Al año siguiente Macías asumió personalmente todos los poderes del estado y dictó un decreto-ley que sancionaba cualquier ofensa a su persona con la pena de muerte y establecía fuertes sanciones para quienes fuesen condenados por delitos de rebelión o por intentar derrocar al Gobierno. Según denunció un documento difundido en la prensa española a finales de 1976 y atribuido a la extinta ANRD, la redacción de este decreto fue realizada por el abogado antifranquista Antonio García-Trevijano –décadas después, Severo Moto, líder de la oposición a la dictadura guineana exiliado en España, reveló que el documento de la ANRD estaba "plagado de datos falsos y falsificados" y fue realizado "por orden del PSOE", con el fin de apartar a García-Trevijano de la escena política española–. Ese mismo año de 1971 fueron derogados varios artículos de la Constitución de 1968, y en marzo fue abortado otro supuesto intento de golpe de Estado, el cual desencadenó en la destitución de dos ministros y la desaparición forzada de varias personas.  A medida que su dictadura se iba cobrando más víctimas y cerrándose al exterior, asumió, además de la presidencia vitalicia, los cargos de ministro de Defensa, Asuntos Exteriores, Justicia y Finanzas. También se hizo nombrar Mayor General del ejército a pesar de no haber sido nunca militar ni tener formación de oficial.
También le cupo el dudoso honor de ser declarado «Líder de Acero», «Maestro de Educación, Ciencia, Cultura y Artes Tradicionales», «Único Milagro de Guinea Ecuatorial», «Gran Líder Popular Revolucionario de Guinea Ecuatorial», «Fundador Máximo del Estado Guineano», «Jefe Supremo de la Revolución Guineana», «Primer Trabajador del Pueblo Trabajador de Guinea Ecuatorial», «Padre de todos los niños revolucionarios», «Honorable y Gran Camarada» y más títulos nacidos de sus delirios de grandeza. En total, Macías se adjudicó más de 50 títulos. También aseguró tener poderes sobrenaturales, sometiéndose frecuentemente a sesiones de brujería. Sus supuestos poderes eran otra forma de aterrorizar a la población.
Durante su presidencia, Guinea Ecuatorial recibirá el desafortunado apelativo de Auschwitz africano, y destacará por las numerosas ejecuciones políticas y asesinatos masivos. El expresidente del gobierno autónomo, Bonifacio Ondó Edú, tres meses después de la independencia, fue difamado, detenido y asesinado en la Prisión Playa Negra, mientras Macías se hallaba en Bata, la capital de la zona continental de Guinea Ecuatorial. La represión contra los partidarios de Bonifacio Ondó comenzó en diciembre de 1968. Otros funcionarios, entre los que se encontraba el vicepresidente del gobierno de coalición, Edmundo Bossio, se suicidaron mientras se hallaban detenidos. La Comisión Internacional de Juristas denunció severamente al Gobierno de Macías por haber «liquidado completamente sin piedad a sus oponentes políticos». El régimen de Macías también fue condenado por el Consejo Mundial de Iglesias, por Naciones Unidas, la Organización de la Unidad Africana, Amnistía Internacional (la cual pidió a la OUA que presionara a Macías) y la Comisión Europea. Amnistía Internacional declaró que el régimen de Macías se encontraba entre los «más brutales e impredecibles del mundo». El gobierno de Macías siempre rechazó todas estas denuncias internacionales.
Durante esta época, fueron asesinados gran parte de los políticos que habían luchado por la independencia del país. Tras eliminar a la oposición política, su régimen comenzó a perseguir a la Iglesia católica, percibida como otra oposición, aboliendo la libertad de culto. Suprimió además la libertad de expresión (tomando el control de la prensa y la radio), el derecho de asociación, la libertad de movimiento (siendo necesaria una autorización gubernamental para transitar por el país, además del hecho de que los caminos estaban llenos de puestos de control) y la libertad de prensa. La represión de Macías afectó incluso a sus partidarios: 10 de los 12 ministros de su primer gabinete, así como dos tercios de los diputados de la Asamblea Nacional elegida en 1968, al menos dos docenas de oficiales del ejército y agentes de policía y varios funcionarios públicos, fueron asesinados. En la Nochebuena de 1975 Macías ordenó la ejecución de alrededor de 150 opositores a su régimen. Los soldados los fusilaron en el estadio de fútbol de Malabo, mientras que en los amplificadores se reproducía la canción «Those Were the Days» de Mary Hopkin. Supuestamente esta era una de las canciones favoritas de Macías.
Macías reprimió con gran dureza a la población, que fue considerada sospechosa de militar en su contra. En sus discursos, Macías amenazaba frecuentemente a sus adversarios, e incluso a veces llegaba a insultar a sus propios ministros.  Las paramilitares «Juventudes en Marcha con Macías» (fundadas en febrero de 1969, anteriormente conocidas como «Milicia Popular Revolucionaria» y basadas en las Sturmabteilung nazis) ejercieron un papel importante en el aparato represor durante el régimen de Macías, destacándose por sus brutales acciones de coacción. 
Macías reprimió especialmente a aquellos que pertenecían a la etnia bubi en Bioko, asociados con riqueza relativa y educación. La etnia fang no tardó en invadir la Isla de Bioko, y se reprimió duramente el movimiento separatista bubi. La isla fue fuertemente militarizada y el gobierno fomentó las vejaciones físicas a sus habitantes. Macías también sentía un odio importante contra los annoboneses (debido al cariño que estos sentían por España), y en 1973 prohibió que se enviara ayuda para sofocar una epidemia de cólera en la Isla de Pagalú, producto de la cual fallecieron un centenar de personas. El año anterior se había decretado el aislamiento de la isla y la reclusión de su población por no haber votado mayoritariamente a Macías en las elecciones de 1968. La etnia Ndowé fue igualmente reprimida. Se impuso el uso cotidiano del idioma fang (pese a no ser la lengua oficial), y se ilegalizaron todos los idiomas pertenecientes a minorías étnicas, además de ser seriamente penalizado el idioma español. La Constitución de 1973 establecía un estado unitario, con lo cual todas las etnias minoritarias quedaron marginadas. La represión de las etnias minoritarias y el consiguiente predominio de la etnia fang hicieron de la dictadura de Macías un régimen marcadamente tribalista.
Las continuas y graves violaciones de los derechos humanos cometidas por el régimen de Macías provocaron el exilio hacia los países vecinos (Nigeria, Camerún y Gabón) y Europa (España y Francia) de más de un tercio de la población total del país (alrededor de 150 000 personas).  Para 1973, ya había partido al exilio un 25 % de la población del país. El país sufrió producto de esto una fuga de cerebros de la que no se ha recuperado, puesto que los intelectuales y profesionales calificados fueron el principal blanco.  El investigador de derechos humanos Robert af Klinteberg, en un estudio de 1978 que examinó la represión del régimen en detalle, calificó esta situación como una política de «regresión cultural deliberada». El investigador cifró en su estudio el número de exiliados en al menos 101 000 personas, un 47 % de una población calculada en poco más de 215 000 personas por el Banco Mundial. Un informe de la revista TIME en 1979 sugirió que el porcentaje de población que buscaba exiliarse pudo haber alcanzado el 70 %, basándose en la estimación de población total realizada por el Banco Mundial ese año. Macías bautizó a los guineanos que abandonaron el país como «los que se fugan sin motivo». En el exilio, se constituyeron varios grupos de oposición, como la Alianza Nacional para la Restauración Democrática (ANRD). Macías siempre despreció a la oposición exiliada y los calificó de «ladrones». Estos grupos de oposición de vez en cuando intentaron derrocar a Macías, pero fracasaron debido a traiciones de los propios involucrados o de los gobiernos de los países en que se exiliaban. Entre la oposición en el exilio no había coordinación, sino que cada uno actuaba por su cuenta.
El número de muertos bajo la dictadura de Macías depende de las fuentes que se consulten, pero se ha establecido entre 20 000 y 50 000 (siendo esta última la cifra más consensuada), o, dicho de otro modo, entre un 6 y un 15 % de una población aproximada de unas 350 000 personas, siendo esta cifra proporcionalmente mayor a la cantidad de víctimas de los nazis en Europa. Algunas fuentes cifran el número de muertos incluso en 80.000 personas. Al finalizar su dictadura, un 60 % de los guineanos había pasado por la cárcel o tenía un pariente muerto por el régimen. Por otro lado, el número de desaparecidos se ha cifrado en unos 10 000, mientras que alrededor de 40 000 personas fueron condenadas a trabajos forzados. El trabajo forzado se decidía por decreto presidencial y aumentó el número de exiliados. Las víctimas de Macías incluían a ciudadanos de todas las edades, hasta niños y bebés, puesto que la persecución del régimen arrastraba familias enteras. En las cárceles, los presos eran brutalmente torturados. Durante el régimen llegaron a ser asesinadas diariamente entre 50 y 60 personas. Con frecuencia se organizaban ejecuciones y juicios sumarísimos públicos. Existen casos de presos políticos que cavaron su propia tumba y se metieron en ella.  Para 1976, ya casi no quedaban en el país opositores a Macías, pero la represión continuó. Uno podía ser víctima del terror dictatorial no solo por motivos políticos, sino también por celos, venganza personal, envidia o diversión. Uno de los castigos más leves para un disidente era ser confinado a su aldea. Siendo el juez principal del país, Macías condenó personalmente a muerte a muchas personas. Con frecuencia, se formaban «Tribunales Revolucionarios» formados por gente del PUNT y las Juventudes.
En 1976, unos 25 000 trabajadores del cacao nigerianos fueron evacuados del país por el gobierno de Nigeria producto de las amenazas y los ataques físicos a estos trabajadores por parte de las fuerzas del gobierno de Macías, que ya habían iniciado en 1970 incluyendo el asesinato de casi un centenar de nigerianos por reivindicaciones laborales. Macías ordenó que sus Juventudes atacaran la embajada nigeriana con sede en Malabo. Las relaciones entre ambos países habían sido siempre tensas: ya en 1969 se había prohibido la utilización del Aeropuerto de Santa Isabel a los aviones de la Cruz Roja en el contexto de la Guerra de Biafra. Los 25 000 trabajadores eran la principal base de las exportaciones del país y los únicos competentes para administrar las plantaciones de cacao. Las fincas de cacao fueron expropiadas y pasaron a la administración estatal. Sin embargo, este negocio terminó devastado debido a la poca mano de obra disponible, los pocos recursos económicos y los pocos conocimientos.
Se establecieron los trabajos forzados para reemplazar a la mano de obra nigeriana, obligando el gobierno a todos los guineanos mayores de 15 años a trabajar en las plantaciones de cacao estatales, en condiciones de esclavitud y prácticamente sin salario. Unas 26 000 personas fueron afectadas por estas políticas, conocidas como trabajos revolucionarios. Sin embargo, los nuevos trabajadores al no tener ningún tipo de experiencia lograron una producción mediocre, disminuyendo dramáticamente. Miles de personas residentes en la Región Continental fueron detenidas y trasladadas forzosamente a la Isla de Bioko, donde se encontraban las fincas de cacao, sin tener ninguna posibilidad de volver. Macías incluso obligó a ciertos funcionarios gubernamentales a trabajar el cacao.  Los castigos por mal trabajo y pereza incluían palizas, violaciones, racionalización del alimento y ejecuciones.  Casi la única remuneración que los trabajadores recibían era una ración mensual de arroz, aceite de palma y pescado ahumado, la cual no alcanzaba para suplir las carencias alimentarias.
También se daban los trabajos forzados en fincas de cultivo de alimentos, y los afectados no podían acceder a los productos que surgían de su propio esfuerzo, ya que todos ellos eran incautados por las autoridades locales y trasladados a los almacenes del presidente (que recibían el nombre de «Factorías Estatales»). Al caer en desgracia la industria del cacao, el gobierno se vio obligado a recurrir a los agricultores particulares, pero estos rara vez recibían su paga por el cacao entregado al gobierno. Muchos funcionarios gubernamentales corruptos vendían el cacao por su cuenta para beneficio personal, a espaldas de Macías. El Banco Africano de Desarrollo (BAFD) propuso a Macías la renovación de algunas hectáreas para una mejor producción, pero aquellos acuerdos no se pondrían en práctica hasta después del derrocamiento del dictador. Si un «trabajador revolucionario» no acudía a trabajar un día a su respectiva finca colectiva (en caso de que estuviera libre, puesto que los presos también trabajaban en las fincas), era inmediatamente detenido. Muchos de ellos debían caminar kilómetros desde sus casas para llegar.
Ese mismo año (1976), se produjo un intento de golpe de Estado que desató una gran represión.
El sector maderero también acabó devastado, disminuyendo dramáticamente su nivel de producción. La docilidad de Macías provocó que las empresas extranjeras encargadas de la explotación maderera no pudieran realizar sus labores adecuadamente.
La industria minera cayó en desgracia por la propia inercia del régimen, el cual se negaba a que se explotaran los recursos mineros, ya que aquello según Macías daría lugar a que los imperialistas se robaran las riquezas del país. De todas formas, en 1976 se creó una empresa estatal minera, la cual no rindió frutos en gran parte debido a la corrupción de su director, Cándido Montoya, quién engañó a Macías para su enriquecimiento personal.

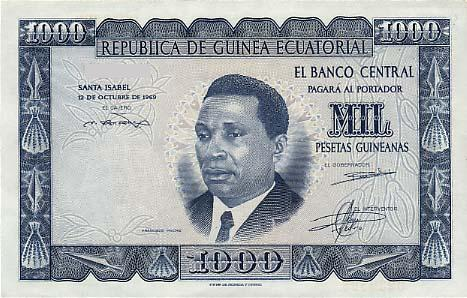
Francisco Macías en una peseta ecuatoguineana (1969)

Todo el aparato represivo del estado ecuatoguineano (ejército, guardia presidencial y milicias populares) estaban controlados de modo absoluto por la familia y los parientes de Francisco Macías y por otros miembros de su clan, el llamado clan Esangui, de Mongomo. Lo mismo sucedía con la administración pública. Durante el régimen de Macías, predominó el nepotismo y el clientelismo. Los sobrinos y hermanos de Macías contaban con considerable poder económico, social y político. En consecuencia, la etnia fang adquirió gran poder. De todas formas, los fang no estaban libres de caer bajo la represión del régimen. Los funcionarios y militares que formaban la administración pública eran por lo general gente poco instruida. Ascender en el aparato administrativo era peligroso en vez de positivo, ya que al acumular demasiado poder, un funcionario podía caer en desgracia. Esto ocurrió, por ejemplo, con el vicepresidente Miguel Eyegue y su hermano Ángel Masié, ministro del Interior.
Los ministerios pasaron a tener un rol meramente testimonial, a tal punto que no disponían de presupuesto y sus sedes fueron cerradas. Macías insultaba siempre a sus ministros, y estos no podían quejarse. Sin embargo, se desquitaban tratando de igual forma a sus subordinados. Los más allegados al dictador no se atrevían a reprocharle su locura, y aquellos que lo hacían pagaban con la muerte. Aquellos ministros que caían en desgracia y eran detenidos llegaron a presenciar la violación de sus mujeres en la cárcel. En contraste, hubo personalidades que manipularon y alimentaron la mente perturbada de Macías para su beneficio personal. Muchos funcionarios cometieron crímenes en nombre de Macías que el dictador nunca había autorizado. De hecho, en el interior de las cárceles la autoridad de Macías no ejercía mucha influencia, ya que estos eran en algunos casos espacios propicios para simples ajustes de cuentas entre gente ávida de poder.
Entre las muchas acciones paranoicas del presidente Macías hay que señalar la prohibición de usar la palabra intelectual en 1973 o la destrucción de las embarcaciones en 1978 (prohibió la pesca, causando la devastación de la industria pesquera) para evitar la huida de la población a través del mar. El único camino para salir del país por la Región Continental fue minado, y también se instalaron fosos con lanzas en puntos cercanos a las fronteras con Gabón y Camerún, con los cuales la gente moría ensartada.
«Africanizó» su nombre como Masie Nguema Biyogo Ñegue Ndong en 1976, después de exigir lo mismo al resto de la población. También rebautizó la isla de Fernando Poo como isla Francisco Macías. Además rebautizó con su propio nombre los puentes, calles, escuelas, puertos, hospitales y demás obras públicas importantes. Su propósito era estar omnipresente en la vida guineana, y pensaba que su nombre debía ser considerado santo. Las condiciones llegaron a ser tan nefastas (se llegaron a prohibir medicamentos y alimentos traídos de Europa) que hasta su propia esposa huyó del país. Desarrolló un extremado culto de la personalidad. 
Su política de antiintelectualismo se vio reflejado en la educación: si bien tras asumir Macías como Presidente se construyeron varios centros educacionales, entre 1969 y 1976 unos 75 profesores o funcionarios de educación fueron ejecutados, entre ellos tres de sus ministros. También centenares de maestros fueron despedidos (incluidos los españoles), lo que produjo falta de personal y obligó al cierre de varias escuelas. Aun así, durante un tiempo el sistema educacional pudo mantenerse a flote gracias al envío de docentes latinoamericanos por parte de la UNESCO en 1970. De todas formas, sistema educativo del país acabó transformándose a partir de 1976 en un aparato de adoctrinamiento ideológico para la población infantil, pasando a denominarse oficialmente «Educación política, popular y revolucionaria».  El maestro que no enseñara a los niños «la línea política y consignas revolucionarias» sería inmediatamente expulsado y juzgado. Aquellos estudiantes que no memorizaran todos y cada uno de los títulos adjudicados a Macías, no podían pasar el curso. A veces, el ministro de educación o el propio Macías asistían a las escuelas para adoctrinar a los estudiantes. Producto de todo esto, en aquellos años se formó en Guinea Ecuatorial toda una generación de iletrados. En abril de 1972 varios profesores y alumnos del Colegio Nacional Enrique Nvó Okenve fueron asesinados luego de que en el centro estudiantil apareciera un retrato de Macías con los ojos arrancados y una soga al cuello. La Cárcel de Bata era popularmente conocida como «La Universidad» debido a la gran cantidad de profesores allí recluidos, como fue el caso de Rafael Upiñalo (uno de los más importantes líderes intelectuales opositores). Los libros de texto que databan de la época colonial fueron quemados públicamente, y la historia del país fue reescrita (muchas veces falseada) según la visión del régimen. Los becarios que habían ido a España a estudiar fueron privados de la nacionalidad ecuatoguineana y muchos de ellos fueron asesinados al regresar al país. Muchos también permanecieron en España pero ante el abandono de este país, debieron vivir en malas condiciones, sin contacto con sus familias y con estatus de apátridos. Dicha situación fue discutida en el Senado de España en 1978. La razón que Macías pudo haber tenido para perseguir a los intelectuales fue el complejo de inferioridad que estos le producían, dada la escasa formación académica del dictador. También se pudo deber a que Macías relacionó a los intelectuales con el fallido golpe de Estado de 1969.
La educación, la ciencia y la tecnología eran consideradas símbolos de imperialismo. Antes de que el régimen controlara totalmente el sistema educativo, los hijos de disidentes políticos eran privados de su derecho a la educación. En contraste, un grupo privilegiado de personas incondicionalmente leales al régimen tuvo la oportunidad de estudiar en otros países socialistas. Las escuelas del país eran gratuitas. Antes del inicio de las clases, cada día los alumnos debían recitar alabanzas a Macías. Lo mismo sucedía antes del inicio de los partidos de fútbol.
Toda la cultura del país, incluida por ejemplo la música popular («Canciones revolucionarias», llenas de alabanzas al dictador), debía glorificar al régimen. Macías supervisaba minuciosamente lo que se emitía en las radios. La producción literaria fue prohibida, por lo que muchos autores debieron desarrollar su carrera en el exilio. Este grupo de autores, conocido como la «Generación Perdida», fue liderado, entre otros, por Donato Ndongo-Bidyogo.
Los estadísticos también fueron muy reprimidos, y como consecuencia, se generaron escasos datos económicos sobre Guinea Ecuatorial durante la década de los setenta. Cuando el director del Instituto de Estadística publicó datos demográficos considerados demasiado bajos por Macías, fue mutilado para que «aprendiese a contar». Por otro lado, hubo un punto en que todo aquel que usara gafas (símbolo de intelectualismo) era asesinado. En general, cualquier guineano profesional, cualificado o educado representaba un peligro. Hacia el final del mandato de Macías, solamente dos médicos y menos de una docena de graduados de escuelas técnicas se encontraban en el país.

Los denominados intelectuales representan los mayores problemas con que se encuentra el África de hoy. Están polucionando nuestro clima con su cultura extranjera
Macías sobre los intelectuales.

Macías también consideraba a los madereros (que en las elecciones de 1968 habían apoyado a Bonifacio Ondó) como enemigos suyos, y estaba convencido de que deseaban derrocarlo. Macías los calificó públicamente como asesinos y ladrones.
Con el inmenso deterioro del país, medios de comunicación masivos como la televisión y los periódicos (por falta de papel o según otras fuentes por prohibición de Macías) dejaron de funcionar. Incluso las radios estuvieron fuera de servicio durante largo tiempo, pudiendo luego ser reparadas por técnicos extranjeros. Los pocos medios de comunicación existentes (en su mayoría radios) eran controlados por el gobierno, a tal punto que cualquier noticia debía ser revisada y aprobada por el propio Macías antes de ser publicada. Macías cerró todos los medios opositores. Antes de la desaparición de los periódicos, existía un periódico único llamado Unidad de Guinea Ecuatorial.  El suministro de electricidad era cortado cada vez que Macías abandonaba la capital, y el dictador prohibió el uso de lubricantes en la planta de energía de Malabo, asegurando que podía mantener la generación de electricidad con sus poderes mágicos. Finalmente la electricidad desaparecería por completo en Malabo a partir de 1978. Mientras tanto, el dictador disponía de potentes grupos electrógenos para que siempre hubiese luz en las embajadas y en todos sus palacios.
Durante el régimen de Macías Nguema, el país no tenía ni un plan de desarrollo ni un sistema de contabilidad para gasto público. Después de matar al gobernador del Banco Central en 1976, Macías se llevó todo lo que quedaba en el tesoro nacional a su casa en un pueblo rural, escondiendo el dinero en maletas bajo su cama y en un cuarto de baño. Gran parte de este tesoro nacional (tres mil millones de ekweles) sería quemado por Macías como venganza tras el golpe de Estado de 1979, cuando aún no había sido capturado. También trasladó a su casa todas las reservas de medicamentos del país. Todo esto ocurrió en la aldea natal de Macías, Nsegayong.
Durante el régimen de Macías, no se dictaron leyes financieras o económicas y a partir de 1973, no se elaboró ningún tipo de presupuesto (según Macías, por carecer el país de imprenta). Cambió en 1975 la peseta guineana por el ekwele, moneda que rápidamente perdió todo su valor. Los bancos (dirigidos personalmente por Macías) carecían de divisas, ya que los productos de exportación disminuyeron mucho. Macías decidía por sí mismo toda la política económica del país (operaciones, inversiones extranjeras, etc). Al país llegaron ofertas por parte de compañías extranjeras de extracción de petróleo (por parte de compañías como Gulf o Mobil) y desarrollo del turismo y las industrias maderera y minera. Macías siempre las rechazó puesto que según el provenían de imperialistas que querían adueñarse de la riqueza del país.
La crisis económica (desencadenada entre otras cosas por la nacionalización de la economía y las excentricidades y mala gestión de Macías) disminuyó el valor de las exportaciones, desencadenó la inflación más alta en el continente africano y produjo una importante escasez de alimentos y otros productos básicos. Predominaba la malnutrición y la deficiencia alimentaria. Cuando Macías comenzó a ser cuestionado por esto, declaró: 

Que nos dejen de hablar de pan, leche, azúcar, tomate, que no son alimentos típicamente africanos

La comida europea-occidental (pan, tomate, azúcar, leche...) acabaría por ser prohibida. Los pocos alimentos disponibles tenían precios altísimos, puesto que Macías los conseguía a precio muy barato de sus socios extranjeros o del trabajo de su pueblo en las fincas, luego los almacenaba y posteriormente los revendía intencionalmente con precios enormemente altos (80 o 100 veces más que el original) que la gran mayoría de la población no podía cubrir. Esto lo hacía, según sus propias palabras, para castigar a aquellos que no querían trabajar. Macías decidía cuando eran puestos a la venta cada uno de los alimentos, y los más indispensables tardaban en serlo. Cuando ya se hallaban a la venta, muchas veces su fecha de caducidad ya había llegado. La población, al no poder costear una cantidad razonable, solo compraba una cantidad ínfima. Como consecuencia, aumentó el robo, el contrabando y la lucha por la supervivencia.
Por otra parte, la crisis causó que solamente el presidente Macías, el ejército y la policía pudieran cobrar un sueldo regularmente. La gente podía estar meses sin cobrar. La actividad empresarial dejó prácticamente de existir (los hombres de negocios fueron igualmente reprimidos), y las pocas empresas existentes eran controladas por el Estado. En 1973 se suprimieron las actividades comerciales privadas en el país. Las tiendas, los puestos de mercado y la oficina de correos cerraron. En 1976 solo quedaba una industria en el país. El comercio y la industria fueron sustituidos por el trueque. Macías declaró que mientras el estuviera en el poder, el capitalismo jamás estaría presente.
Los trabajadores no disponían de derechos laborales. El trabajo era considerado como el primer deber y obligación de todo ciudadano (hombres y mujeres), y todo tipo de reivindicación laboral era considerada algo «contrarrevolucionario, subversivo y propio de los enemigos de la patria», castigándose con cárcel. De todas formas, durante la dictadura de Macías el desempleo abundaba.
Además, el gobierno estableció una política de expropiación forzosa de bienes privados y colectivos, incluidos coches particulares, viviendas, dinero y fincas. La Constitución de 1973 establecía la propiedad del Estado sobre la tierra y todo aquello que se encontrara dentro del territorio nacional.  Macías se apropiaría de muchas fincas expropiadas.
En general, durante la dictadura de Macías se abandonaron todas las funciones de gobierno excepto la seguridad interna.

### Conflicto con Gabón
En 1972, las tropas de Gabón se infiltraron en territorio ecuatoguineano, provocando un conflicto entre ambos países. Gabón había decidido ampliar sus aguas territoriales a 70 millas con el fin de abarcar en ellas a los islotes más cercanos a sus costas. En septiembre, soldados ecuatoguineanos abrieron fuego contra pescadores gaboneses activos en la zona disputada, a lo que Gabón respondió enviando dos barcos con 40 soldados para ocupar Mbañe, Conga y Cocoteros. Las autoridades gabonesas prohibieron que cualquier embarcación extranjera se aproximara a estas islas.
Ambos países intentaron en diversas ocasiones llegar a un acuerdo, pero la continua infracción de lo acordado por parte de Gabón hizo difícil las buenas relaciones entre ambas partes. El 13 de septiembre de 1972, en una reunión celebrada en la República Popular del Congo (otras fuentes citan que se celebró en Kinsasa, Zaire) a la que asistieron los presidentes Macías, Omar Bongo (de Gabón), Mobutu Sese Seko (de Zaire) y Marien Ngouabi (de la República Popular del Congo), junto al secretario general de la Organización de la Unidad Africana Nzo Ekangaki, se dio cauce formal a un acuerdo entre los países litigantes, firmándose un documento.
Inicialmente el Consejo de Seguridad de las Naciones Unidas también intervino en la resolución del conflicto.
En 1974 ambos países enfrentaron una nueva disputa territorial en la zona de Ebebiyín, que también se resolvió pacíficamente al ceder Guinea Ecuatorial alrededor de 200 km² de territorio a Gabón.

### Derrocamiento y muerte

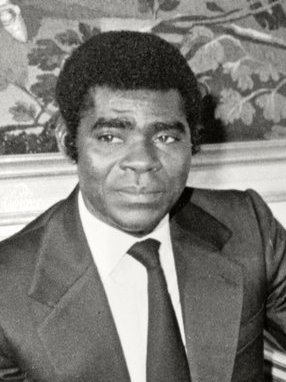
Teodoro Obiang Nguema Mbasogo, el sobrino de Macías Nguema y el líder del golpe de Estado contra él.

Para 1979, la represión de Macías afectaba incluso a sus más allegados, incluidos integrantes del clan Esangui.
El 3 de agosto de 1979, su sobrino Teodoro Obiang Nguema organizó, con la ayuda de antiguos compañeros de armas encarcelados (Eulogio Oyó y otros), un golpe de Estado que derrocó a Macías. Tras las refriegas militares que duraron una semana, el dictador se refugió en la selva, y allí fue detenido poco tiempo después. 
Su sobrino, Teodoro Obiang, que acabaría siendo a su vez el nuevo dictador, le sometió a un juicio sumarísimo utilizando el Código de Justicia Militar español, en el que fue acusado, entre otras cosas, de genocidio, deportaciones masivas y apropiaciones indebidas. Fue condenado a muerte el 29 de septiembre de 1979 y fusilado inmediatamente.
Hoy en día, Francisco Macías Nguema está considerado como uno de los líderes más cleptocráticos, sangrientos y crueles en la historia del África post-colonial. Ha sido comparado a Pol Pot por la naturaleza violenta, imprevisible y antiintelectual de ambos regímenes.

## La propaganda de Macías
La propaganda de Macías Nguema se puede definir y dividir en dos fases: la primera, antes de ser elegido presidente. Y la segunda, después de haber sido elegido, periodo durante el cual su propaganda se va a basar más en acciones que en gráficos y octavillas.

### Macías preelectoral y electoral (1968)
La figura de Macías antes de ser elegido presidente era desconocida, hasta que fue destacando poco a poco y llegó a convertirse en alcalde de Mongomo. Hecho que le dio más posibilidades para luego presentar su candidatura, para la cual era necesario contar con el 2 % del censo electoral.
Macías, que más tarde volvió a africanizar su nombre, añadió el nombre de Francisco al suyo en honor a  Francisco Franco, una de las personas que más admiraba por aquel entonces. Tras pasar por el breve periodo autonómico, durante la campaña mostró ser un líder distinguido que sabía cómo transmitir y dirigirse al pueblo, en comparación a sus rivales. Macías comenzaba su campaña para alcanzar la presidencia con estos elementos: en primer lugar, el símbolo que usó para su campaña fue el del gallo —el cual anuncia la mañana con su canto— Una nueva Guinea, lo que le valdría el apodo de papa Coq (de hecho, el gallo posteriormente se convertiría en un símbolo característico de su dictadura). El lema de su campaña era: «En marcha con Macías; unidad, paz y prosperidad». Apelaba por una conciencia única de los guineanos, Macías para ello citaba a Suiza como ejemplo a seguir para Guinea. Una vez ganadas las elecciones, formaría gobierno con muchos de los miembros de las otras facciones, su lema cambió a: «Un hombre, un equipo, un programa». No se sabe si Macías representaba a una ideología política, o si en su cabeza había alguna que reinaba. Pero estaba claro que en un principio, apostó por la democracia y por el progreso de su país.
En lo que respecta a apoyo económico, según Mansueto Nsí Owonoel, el abogado antifranquista y asesor de Macías Antonio García-Trevijano gastó casi 50 millones de pesetas para la campaña electoral. Sin embargo, García-Trevijano manifestó a este respecto que "todo el dinero aportado por mí a la candidatura de Macías" fueron 591 000 pesetas correspondientes a facturas de imprenta, y que aportó esta cantidad después de que Andrés Moisés Mba Ada y José Nsué le solicitaran ayuda económica para contrarrestar "el dinero colonialista que se estaba empleando ya a manos rotas en favor de Bonifacio Ondó y de Atanasio N'Dongo [candidatos del franquismo]". Cabe mencionar que, en aquellos años, García-Trevijano financió diversas iniciativas destinadas a erosionar el régimen de Franco, como la conferencia en Madrid del periodista y político francés Servan-Schreiber en 1968 o la financiación de la editorial parisina Ruedo Ibérico en 1969.
Para su campaña, además del apoyo de la Idea Popular de Guinea Ecuatorial (IPGE), también gozó del apoyo de disidientes de las candidaturas rivales. Macías abogaba por respetar las diferencias culturales entre las etnias del país (continentales e insulares) dentro de una nación unida, unas buenas relaciones con España, un salario digno para los trabajadores y el fomento del sindicalismo. En materia económica, Macías prometía créditos para pequeños agricultores, pescadores, comerciantes e industriales modestos, y una política de protección de precios para las materias primas del país, garantizando su colocación segura en los mercados internacionales. Macías hablaba de nacionalismo, de unidad y se dirigía al pueblo en general, a diferencia de sus contrincantes, que se dirigían a sectores específicos de la población. Era el candidato menos pro-español y por consiguiente su victoria despertó desconfianza y preocupación por parte de España.
- Wikisource contiene obras originales de o sobre Francisco Macías Nguema.

### Presidente electo y presidente vitalicio
Aun con los problemas que Macías había tenido con España, los altercados con la Guardia Civil y la salida de gran parte de la población española de Guinea, lo que más le dolió a Macías fue el intento de golpe de Estado que tramaron contra él, junto a quien se supone era de los miembros que formaron gobierno con él. Comienza lo que se conoce como el reino del terror en Guinea. Macías somete al país a una dura represión que se traduce a una censura total, llegando hasta el punto en el cual, ante cualquier amenaza, hizo que toda la correspondencia que circulase por Guinea pasase por él, lo que llevó a un punto en el cual las cartas no llegaban, ya que se amontonaban en su mesa. La censura continuó con el aislamiento del país; se cerró el espacio aéreo, y la aerolínea española (Iberia) redujo sus vuelos progresivamente hasta casi su nulidad, aunque nunca dejó de estar en activo. Hubo un punto en el que ningún avión podía aterrizar en el país sin la previa autorización de Macías. En 1976, pilotos de la aerolínea fueron vejados y encarcelados tras el apagón accidental de las luces de la pista de aterrizaje cuando iba a aterrizar el avión de Macías. La aerolínea amenazó con un paro total, pero fue disuadida por la embajada española. Macías no bajaba de los aviones hasta que se desplegara una alfombra roja y todo estuviera listo para que se le recibiera con todos los honores.
Desde 1970 prohibió la entrada de cualquier periodista al país, especialmente español. Esto contribuyó a hermetizar mucho más el país. Muchos turistas fueron expulsados del país apenas bajando del avión porque en el vuelo habían leído periódicos no aprobados por el gobierno.  Según Macías, los periodistas extranjeros daban una imagen equivocada del país.  También el periodismo independiente estaba ilegalizado en el interior del país, aunque Macías se mantuvo al corriente de lo que decía la prensa española, y no dudaba en contestarles cada vez que se organizaba un acto del PUNT, partido al cual debían afiliarse todos los guineanos. Los discursos de Macías eran grabados y distribuidos en formato de casetes.
La Juventud en Marcha con Macías, y siempre con Macías, fue un cuerpo paramilitar formado por jóvenes (adolescentes incluidos), que, ante el estancamiento de la economía, hubo que ocupar de alguna forma a tal sector de la ciudadanía. Las Juventudes fueron fundadas tras un consejo ministerial el 22 de febrero de 1969 en el contexto de la crisis diplomática con España. Un grupo de jóvenes (de ambos sexos) sin líderes, objetivos e instrucción. Servían para controlar a la población, para que realizasen los «ejercicios» militares a la hora señalada, para que nadie sobrepasara ni cuestionara la autoridad del líder, y para llevar a cabo todo tipo de acciones vejatorias como torturas, acusaciones, ejecuciones, violaciones, robos, humillaciones y pillajes, actuando con total impunidad.  También se tomaban la atribución de registrar las viviendas de la población, con lo cual la vida privada dejó prácticamente de existir. Durante estos registros, se destruía cualquier recuerdo de la colonización española. Además, llegaron a establecer un comercio de prostitución forzada.  Durante los toques de queda, las Juventudes salían en jeeps Land Rover y se encontraban a menudo en estado de ebriedad. En sus desfiles, las Juventudes realizaban una combinación entre el saludo fascista y el puño en alto. Estaban obligados a vigilar y denunciar a sus padres. También se estableció en 1972 una organización similar llamada «Milicia Popular», otro cuerpo paramilitar formado por voluntarios civiles de etnia fang y asesorado por rusos y cubanos, que al igual que las Juventudes gozó de gran poder. que llegó a tener alrededor de 2000 miembros. Macías creó estos cuerpos puesto que desconfiaba de las Fuerzas Armadas, muy ligadas al pasado colonial que el dictador aborrecía, y en muchos casos adquirieron mayor importancia. Dada la predominancia del tribalismo, solamente los fang formaban parte de estos órganos represivos.
Uno entraba en el PUNT a la edad de 7 años, y solo salía cuando moría. Esas eran las normas. Además de aprender a recitar las consignas durante la celebración de los actos: Abajo el imperialismo, Abajo el colonialismo, Arriba la revolución, Viva el líder, nuestro camarada Francisco Macías Nguema entre otras. Las personas estaban obligadas a denunciar a sus seres queridos y a todos sus conocidos en caso de ser «contrarrevolucionarios», y sus seguidores más radicales llegaban a violar a sus madres cuando estas eran descubiertas realizando acciones indebidas. Aquellos que protestaban por la detención de sus seres queridos eran igualmente torturados o asesinados. Muchas mujeres se ofrecían sexualmente a las autoridades con el fin de salvar a sus familiares. Algunas de ellas incluso eran obligadas a contraer matrimonio con miembros del gobierno. El sistema de denuncia colectiva daba lugar a rivalidades entre funcionarios por mejores puestos o mayor trascendencia social, y al saldo de rivalidades personales o querellas familiares. Macías estableció una red de denuncias entre los órganos del Estado. El sistema de denuncia colectivo dividió al pueblo en general, y Macías se defendió diciendo que los mismos guineanos se estaban exterminado entre ellos, desvinculándose de todo  aquello que ocurría en las cárceles del país.
En un principio careció de una ideología definida, pero posteriormente se declaró formalmente marxista-leninista, combinado esta ideología con su admiración por Adolf Hitler, autodefiniéndose como un «marxista-hitleriano». Su ideología estaba compuesta por muchas ideas de líderes como Hitler Mao, Idi Amin (quien se comprometió a apoyar a Guinea Ecuatorial), Jean-Bédel Bokassa, Franco (del cual se declaró seguidor y a quien se refería constantemente como “mi colega” o “mi homónimo” aunque posteriormente calificó a su gobierno como un "régimen criminal" y a él como "criminal asesino y fascista"), Fidel Castro, Kim Il-sung e incluso Mahatma Gandhi. Macías también representaba una corriente tercermundista y cultivó una imagen de líder progresista en la izquierda española opositora a Franco. Existen desacuerdos acerca de cual fue realmente la posición en el espectro político de Macías.  El diplomático español Fernando Morán López lo consideraba un imitador del franquismo mientras que el analista suizo Max Liniger-Goumaz lo definía como «afrofascista». Por el contrario, el régimen de Macías también ha sido calificado como un «terror rojo» implantado por un «gobierno comunista». Varios estudios, sin embargo, también concluyen que Macías no era comunista, o que ni siquiera tenía una ideología. El propio Macías declaró en una ocasión: «No soy capitalista, ni socialista, ni comunista. Todas son teorías europeas y yo no soy europeo, soy africano».

Considero a Hitler como el salvador de África. Cometió errores porque era humano, pero su propósito era acabar con el colonialismo en el mundo entero.
Macías sobre Adolf Hitler

Franco me ha dicho: «Yo estaré detrás de ti». El único que amaba Guinea es el General Franco.
Macías sobre Francisco Franco

Ejerció un fuerte culto a su personalidad. Su culto a la personalidad fue en su mayoría ejercitado de forma directa y en presencia, y llegó al punto de incluir una dedicatoria a Macías en la guía telefónica.
El detrimento en la educación se produjo por su intervención, debido a que suprimió casi en totalidad las asignaturas básicas. Ir al colegio era la mayor forma de adoctrinamiento con la que contaba, donde los niños debían leer y recitar su “decisión invariable” texto donde plasmaba su odio hacia España, el imperialismo, y glorificaba su persona. También se estudiaba su biografía, y las doctrinas revolucionarias eran enseñadas en idioma fang.
Durante ese periodo de tiempo, Macías había declarado a España como su peor enemigo. Mientras en España se estaba pensando en la persona que iba a sustituir a Franco, que en ese momento, la corona aparecía, y Juan Carlos de Borbón aparecía como candidato por derecho. Ya por entonces, Macías se había proclamado presidente vitalicio, y ante las críticas que le venían desde España, criticaba a los españoles y el crédito que le daban al que iba a ser su futuro rey. Si Juan Carlos por “derecho” iba a proclamarse rey de España, ¿él por qué no podía proclamarse presidente vitalicio?
Macías no tenía buenas palabras para el que iba a ser rey de España (calificó a Juan Carlos I como "criminal fantoche y fascista, hijo bastardo del criminal fascista y asesino General Franco"), ni para la prensa española. Insultó a políticos españoles como Manuel Fraga, Luis Carrero Blanco, Gregorio López Bravo, Carlos Arias Navarro y Fernando María Castiella (calificándoles a todos ellos como "pandilla criminal asesina"). Macías también insultó públicamente a Adolfo Suárez (a quién calificó de "estúpido"), mientras que, una vez producida la transición española, calificó a los partidos políticos españoles como "oportunistas y fascistas" y al gobierno de la UCD como "continuador del franquismo". Dedicó además duras palabras a los antiguos "criminales gobernadores generales coloniales" como Francisco Núñez Rodríguez. Dejaba que las críticas le afectasen de forma personal y se las tomaba muy en serio. Hasta tal punto que mandaba a la población a manifestarse cada vez que le criticaban a él, y a la situación en la que tenía al país. Reiteraba que cómo un país como España, sometido a Estados Unidos, podía criticarle a él y a sus acciones, ya que Guinea era un “país libre” que no estaba sometido a la voluntad de ninguna otra potencia (en especial la Unión Soviética) alegando que España permitió que Estados Unidos construyera bases militares en varias de sus ciudades más importantes.
Macías mantuvo una postura muy crítica respecto a España, a la que acusó de haber asesinado a millones de personas. También la acusó de realizar actividades criminales y calificó a los españoles como asesinos. Incluso tuvo la intención de publicar un libro sobre todas las muertes acontecidas en Guinea Ecuatorial durante la época colonial, recurriendo al falseo de cifras para exagerar las mismas. España, ante la actitud de Macías, declaró entre 1971 y 1976 materia reservada toda la información relativa a Guinea Ecuatorial (lo cual implicaba que no se podía informar del país en ningún medio de comunicación español). Cuando la norma fue levantada, Macías exigió a los diplomáticos españoles que se le dejara en paz y que no se publicaran "insultos" contra él. Se dice que, cuando un funcionario de Asuntos Exteriores comunicó la medida a Macías, exclamó: "¡Eso lo hacen ustedes porque ya no vive su excelencia (refiriéndose a Francisco Franco), porque si viviera no se hubieran atrevido a hacerlo!". Con esta cita, se demuestra que en los momentos más tensos en las relaciones entre ambos países, Macías seguía respetando al ya fallecido dictador español.
Durante la dictadura de Macías, la población española residente en Guinea Ecuatorial era constantemente atacada, y sin motivo alguno se expulsaba, multaba, maltrataba o encarcelaba a cualquier español. También se les condenaba a trabajos forzados, y Macías animaba a sus Juventudes a atacar las fincas de los colonos. Llegaron a registrarse varias humillaciones: brutales palizas, obligación a los colonos de trabajar en ropa interior, colocación de hormigas que picaban en sus cuerpos y violaciones a mujeres por parte de las Juventudes en Marcha con Macías.  Los propios diplomáticos españoles fueron acosados por violentas manifestaciones. Durante la dictadura de Macías, permanecieron en Guinea Ecuatorial unos 300 españoles. El pueblo guineano, sin embargo, deseaba el restablecimiento de las relaciones.
En un discurso dirigido a las mujeres guineanas, Macías declaró: “tenéis que enseñar a vuestros hijos a odiar a los españoles”. Macías llevó adelante una política xenófoba y racista contra la población blanca residente en el país, e instaba a las muchedumbres a matar a los blancos y violar a sus mujeres:

¡Matad al blanco, violad a las mujeres, tenéis derecho al botín, pena de muerte para quien ayude al blanco! ¡Estamos en guerra contra el imperialismo español! ¡Los madereros son nuestros enemigos!
Palabras de Macías trasmitidas por la radio estatal, 27 de febrero de 1969.

Luego de que los españoles se marcharan, el hostigamiento continuó, esta vez contra los inmigrantes portugueses residentes en el país. Esta política se trasladó a la propia población nativa del país una vez que la población blanca había sido expulsada y exterminada en su totalidad.
A pesar de su rivalidad con la antigua potencia colonizadora, Macías imitó las formas de dominación del franquismo español y justificó su no respeto a los derechos reconocidos por la ley argumentando que en España esto tampoco se hacía. También mantuvo tras la independencia muchas de las estructuras del régimen colonial franquista. La asignatura escolar franquista Formación del Espíritu Nacional no fue suprimida hasta 1975, cuando fue sustituida por la Formación Política de Guinea Ecuatorial. Además, la sección femenina del Partido Único Nacional de los Trabajadores estaba basada en la Sección Femenina de la Falange Española de las JONS. Muchos himnos guineanos eran imitaciones de canciones franquistas. Incluso, antes de iniciar la persecución a la Iglesia, Macías mantuvo la tradición nacionalcatólica del clero. Macías además se hacía besar la mano como los antiguos gobernadores coloniales y muchas cuestiones administrativas presentes durante su gobierno eran las mismas de los tiempos coloniales. Asimismo, Macías fue en 1975 uno de los jefes de Estado que felicitó a Franco por el día del Alzamiento Nacional.
Pese a su política anti-España, Macías no rompió relaciones con este país, ya que se mantuvieron las embajadas de ambas partes en cada país. En 1969, se elaboró un convenio de cooperación cultural entre ambos países. En 1970, una delegación española llegó al país con motivo del segundo aniversario de la independencia.  En mayo de 1971 y marzo de 1975, comenzaron nuevos acuerdos de cooperación técnica entre España y Guinea Ecuatorial. En 1977, se rompieron las relaciones con España definitivamente tras unas declaraciones demasiado ofensivas de Macías sobre el Gobierno y el rey Juan Carlos, pero se mantuvieron la asistencia aeronáutica y los acuerdos docentes, es decir, que algunos profesores españoles llegaran al país. La actitud anti-España de Macías fue la principal fuente del sentimiento anticolonialista de su régimen.
Dentro de Europa, Macías también fue cercano a Francia (país que trabajó en electrificación, obras públicas y aviación). Francia tenía la esperanza de hacer caer a Guinea Ecuatorial en su órbita (como lo había hecho con sus antiguas colonias), y sería uno de los pocos países europeos occidentales que no rompió nunca relaciones con Guinea Ecuatorial. Macías respetaba a Francia y pensaba que debía ser el país europeo que mejores relaciones tuviera con Guinea. También consideraba que Francia, junto a Reino Unido, había llevado adelante una labor colonizadora decente en África, a diferencia de España.
Como no podía ser menos, puso bajo arresto domiciliario a todos los religiosos del país en 1973. Además, multaba a todo aquel que se atreviese a visitar una iglesia. Además, la persona debía recitar en el momento del castigo unas palabras donde quedaba claro que “Dios no existe, y que sólo Macías era el verdadero Dios” . De hecho, en 1978 se estableció «No hay otro Dios que Macías Nguema» como lema nacional. El Ministro de Interior de Macías, Ángel Masié, declaró: «necesitabais la partida de bautismo para entrar en el cielo. Ahora os basta con el carnet del PUNT porque no hay más Dios que Macías, presidente del Partido.» Luego de que la Iglesia denunciara la brutalidad de su régimen, Macías decretó el cierre de todas las iglesias en 1978 (las cuales se convirtieron en grandes almacenes de cacao, café y productos chinos o en salones de mítines del PUNT) y la expulsión de la mayoría de los religiosos, declarándose el Ateísmo de Estado (aunque el 95 % de la población abrazaba la fe católica). Macías prohibió el uso de la palabra "Jesucristo" y durante su dictadura, se debía aludir a Él como "El Hijo Bastardo De Una Puta Blanca Barata Con Un Coño Pestilente". Las Juventudes de Macías destruyeron los santos de las iglesias católicas del país y defecaron sobre las biblias. También se ilegalizaron los matrimonios canónicos y los funerales, en una campaña de "autenticidad" africana.  Antes de todo esto, Macías había ordenado colgar su retrato en todas las iglesias y establecer profesiones de fe como “Dios creó Guinea Ecuatorial gracias a Macías, sin Macías no hay Guinea” o “Nunca sin Macías, todo por Macías, abajo el colonialismo y todos los ambiciosos”. Desde antes de la independencia, Macías ya había protagonizado enfrentamientos con la iglesia, habiéndola ya calificado como "colonialista". Esto provocó la molestia del Obispo de Bata Rafael María Nze Abuy, quien desestimó las declaraciones de Macías y le calificó indirectamente de "pseudo-político". En 1970 el obispo fue exiliado. Según Macías, la religión católica era un instrumento político para lograr la alienación del pueblo colonizado, mientas que la Iglesia era para él una secta. Abogó por un estado laico desde comienzos de su gobierno, no permitiendo que esta se inmiscuyera en los asuntos del Estado. Era común que Macías organizara ejecuciones masivas durante celebraciones religiosas como Navidad o Corpus Christi. Los religiosos que no acogieron las políticas del dictador fueron torturados, asesinados e incluso crucificados.

[La iglesia] participó en asesinatos, reveló secretos de la Penitencia y reclutó matones profesionales y mercenarios para perturbar la paz reinante en Guinea Ecuatorial (...) Han dirigido a Dios maliciosas oraciones contra la independencia y su Gran Líder, cuyo triunfo suponía a todas luces una estrepitosa derrota para la Iglesia Católica.
Macías sobre la iglesia.

En marzo de 1976, Macías Nguema firmó un decreto-ley en el que ordenaba que «todos los niños guineanos entre 7 y 14 años, recibirán obligatoriamente adiestramiento militar» y «cualquier padre de familia o persona que se niegue a entregar a su hijo será encarcelado o fusilado». Previamente, en 1971, Macías ya había obligado a toda la población (hombres, mujeres y niños) a realizar instrucción militar diariamente con un fusil de madera. La población también estaba obligada cada sábado a trabajos públicos gratuitos, como la limpieza de la hierba de las calles, al estilo de los demás países comunistas. Esta política era conocida como trabajar para el PUNT. La población también estaba obligada a asistir a los actos públicos de Macías, y en caso de no hacerlo, los disidentes corrían el riesgo de ser castigados. Muchos espacios de diversión, como la mayoría de los bares, fueron cerrados.
Macías estableció al gallo como símbolo de su dictadura, y lo incluyó en 1973 en los emblemas nacionales (bandera y escudo), así como en el emblema del PUNT.
Crítico con sus vecinos, en especial con Mobutu Sese Seko por ser un títere en manos de las potencias occidentales, Macías trabajaba muy estrechamente con las potencias del bloque comunista (China, Cuba, Corea del Norte, Vietnam, Alemania Oriental y la Unión Soviética) que debido al clima de la guerra fría, le fueron un alivio a la hora de la cooperación y las ayudas. A pesar de esto, oficialmente Guinea Ecuatorial era un país No-Alineado desde 1971, y se mantuvieron relaciones con países capitalistas. De todas formas poco antes de su derrocamiento, durante un congreso del PUNT, Macías intentó sin éxito convertir formalmente a Guinea Ecuatorial en un estado socialista.
La República Popular China envió al país a 400 expertos (médicos, ingenieros y constructores), y asistencia económica (préstamo de 50 millones de dólares), además de mercancías, las cuales eran descargadas de los puertos de forma forzosa por la misma población. China también construyó la única carretera asfaltada que legó Macías, una central hidroeléctirca, una estación de radio y dos edificios de telecomunicaciones en Bata y Malabo. Gestionó además varias granjas experimentales. Macías lloró públicamente por la muerte de Mao Zedong, y consideró que los chinos eran los mejores extranjeros que residían en el país. En la ONU y demás foros internacionales, Guinea Ecuatorial siempre apoyaba a la República Popular China, en desmedro de Taiwán (que de hecho, en un momento había intentado aproximarse a Macías). Desde la ONU, Guinea Ecuatorial apoyó la Resolución 2758 de la Asamblea General de las Naciones Unidas, que admitía a la China maoísta como miembro de la organización. Los diplomáticos chinos gozaron de mucho favoritismo social durante el régimen de Macías, siendo protegidos por el dictador quién además les otorgaba muchos privilegios y facilidades.
La Unión Soviética envió material armamentístico, un avión presidencial, vehículos y consejeros militares, recibiendo a cambio derechos de pesca y derechos de uso del puerto de San Carlos de Luba. La URSS también compró toda la producción de cacao y controló los aeropuertos de Malabo y Bata. El monopolio pesquero para los rusos fue una de las principales razones de la prohibición de la pesca para la población.
Con Cuba se firmó un Acuerdo de cooperación educativa a finales de 1971 y asesores militares cubanos llegaron al país y se pusieron al servicio del dictador como escoltas de su guardia presidencial y entrenadores de las Juventudes en Marcha, a cambio de concesiones madereras.
Corea del Norte empezó a enviar instructores militares para las milicias creadas por Macías, para la Guardia Presidencial del dictador y para la Guardia Nacional. Por su parte, Alemania oriental compró la producción de café.
En diciembre de 1976 la URSS pagó cinco millones a Guinea Ecuatorial por el rescate de once cadáveres tras el accidente de un avión soviético que se estrelló en el pico Basilé. El presidente Macías exigió esta suma debido a los daños causados. Cobrar altas sumas de dinero por el rescate de ciudadanos extranjeros fue una práctica habitual durante el régimen de Macías.
En otro aspecto, los hijos de algunos de los detenidos por la dictadura eran enviados a colegios soviéticos.
En 1977 Macías realizó una gira por Asia Oriental, durante la cual visitó Pekín, Pionyang y Hanói.
En el contexto de la Ruptura sino-soviética, el régimen de Macías fue uno de los pocos que simultáneamente contó con el apoyo tanto de soviéticos como de chinos.
Macías también apoyó en el contexto de los gobiernos segregacionistas blancos a la mayoría negra en las actuales Sudáfrica, Namibia y Zimbabue. Macías Nguema, de pensamiento panafricanista, conoció personalmente a diversos presidentes africanos: Omar Bongo de Gabón, Marien Ngouabi de Congo Brazzaville, Mobutu Sese Seko de Zaire, François Tombalbaye de Chad, Kenneth Kaunda de Malaui, Ahmadou Ahidjo de Camerún, el emperador Haile Selassie de Etiopía y el emperador Jean-Bédel Bokassa de República Centroafricana. Además, tuvo estrechas relaciones con otros líderes, como Sékou Touré, Mohamed Siad Barre, Muamar el Gadafi o Gamal Abdel Nasser (por el que Macías lloró públicamente tras su muerte).  Se refería a todos ellos como “mi hermano”. Macías también apoyó la Reunificación de Corea, el concepto de Una sola China, a Palestina en el contexto del Conflicto árabe-israelí y la independencia tanto de las colonias portuguesas de África (en el contexto de la Guerra colonial portuguesa) como de la República Árabe Saharaui Democrática (ver Guerra del Sahara Occidental), que según Macías era víctima de la mala política colonial de España.  Misma política de la que era víctima Guinea, según Macías, porque España había dejado al país en ruinas durante y al finalizar el periodo colonial:

Si España nos declara enemigos a nosotros, nosotros les declaramos enemigos número uno. España no ha hecho aeropuertos en Guinea, estamos en la miseria, no ha hecho nada. Compatriotas, nos hemos encontrado con un país de perros.
Macías.

Producto de su alineación con las potencias socialistas, Macías recibió una notable influencia de éstas (añadió el componente revolucionario a su discurso y creó el concepto de «revolución guineana») y al mismo Estados Unidos rompió relaciones con Guinea Ecuatorial en 1976 (las relaciones ya se habían tensado tras un incidente diplomático en 1971, y Macías había acusado a EE. UU. de organizar un golpe de Estado contra él), cerró el comercio exterior con Occidente y mandó a quemar todos los libros editados en Occidente, así como las bibliotecas que databan de la época colonial, en un remedo de la Revolución Cultural china. El uniforme de las Milicias y las Juventudes del PUNT (que originalmente consistía solamente en camisa y corbata) pasó a ser semejante al de los Guardias rojos maoístas.  Llegó hasta el punto de impedir el comercio de bienes como el pan, por el simple hecho de definirlo como «bien procedente de los imperialistas» y elemento adoctrinador.  También ilegalizó los medicamentos provenientes de Occidente argumentando que no eran africanos y requisó todas las máquinas de escribir. Se suprimieron las vestimentas occidentales, consideradas imperialistas. Se editó como libro de texto obligatorio Formación Política Anticolonialista, que enaltecía la figura de Macías e insulta repetidas veces a España como potencia colonizadora. El texto era obligatorio en todos los centros. En todos los centros oficiales también eran exhibidos retratos oficiales de Macías.
Aunque luego cortase relaciones con China por sus acciones imperialistas en el conflicto angoleño (Macías también desconfiaba del imperialismo oriental), la Unión Soviética y Cuba cortaron posteriormente con él, porque se dieron cuenta de que lo que le pasaba a Macías era que su ego le estaba consumiendo, convirtiéndolo en alguien muy impredecible. Efectivamente, la oposición exiliada denunció que la dictadura de Macías era únicamente un régimen personalista y que su adhesión al bloque socialista era solamente una fachada. Tanto las potencias socialistas como capitalistas criticaron duramente a Macías por su falta de definición política, hasta el punto que Alemania Oriental retiró su embajada y China comenzó a exigir la devolución de sus préstamos.
Los diplomáticos extranjeros asentados en el país fueron frecuentemente asediados por el gobierno. Por ejemplo, en una ocasión las fuerzas del gobierno invadieron la residencia del embajador francés por haberse realizado una fiesta de año nuevo, y se detuvo a todos los guineanos asistentes. Macías pretendía que los ciudadanos guineanos se alejaran completamente del mundo diplomático, ya que este último podía acercarlos a la subversión. Esta política incluía también a los diplomáticos chinos y norcoreanos, que tenían buena relación con el gobierno, pero especialmente a la diplomacia española, gabonesa, camerunesa y nigeriana. Para Macías, estos países eran enemigos potenciales.
Cada vez que Macías se reunía con otro jefe de Estado, estaba obsesionado con impresionar y convencer.
Los Estados Unidos de América, pese a sus malas relaciones con el país, se mostraron indiferentes al régimen de Macías, pero estuvieron dispuestos a ayudar a los refugiados guineanos que llegaban a ellos. Macías envió un mensaje a Gerald Ford tras llegar este a la presidencia, y también en una oportunidad a Richard Nixon con motivo del 4 de julio. Estados Unidos se mantuvo atento, de todas formas, a los movimientos del bloque soviético en Guinea Ecuatorial, como lo demuestran los cables de la CIA filtrados por WikiLeaks.
No se sabe qué día nació Macías, pero en su proclamación como milagro único, decidió que este fuera el día 1 de enero. Antes que cualquier otro, y el primero. Era fiesta de obligada celebración, al igual que el 5 de marzo (aniversario del fallido intento de golpe de Estado, bautizado como Día de la Victoria o, imitando a la España franquista, como Día del Alzamiento Nacional) y el 28 de septiembre (aniversario del triunfo de Macías en la elección de 1968). En las celebraciones del 5 de marzo, con frecuencia eran organizadas obras de teatro que representaban el fallido intento golpista. En cuanto al cumpleaños de Macías, existen publicaciones anteriores al inicio de su dictadura que también certifican su fecha de nacimiento como el 1 de enero de 1924, por lo que es posible que este no fuera un invento propagandístico.
Macías era presentado como un líder con seguidores en todo el mundo, y estaba convencido de que sus discursos causaban repercusión mundial y que España le tenía miedo. En un discurso, aseguró estar dispuesto a invadir España. Abogaba por la «unidad nacional» en lucha contra el imperialismo y los elementos «subversivos». Estaba convencido de que España mantenía una campaña sistemática de difamación contra Guinea Ecuatorial para desacreditar al país en Occidente. El más mínimo indicio de disidencia era considerado subversión: muchas personas fueron encarceladas, por ejemplo, por criticar la cantidad exagerada de arroz chino que llegaba a Guinea Ecuatorial, insultando en teoría las gestiones realizadas por el presidente para llegar a aquel acuerdo de importación con Mao.
La africanización de los nombres que se produjo en Guinea se confunde con el fenómeno de la negritud que, aunque quizás se pudiera ver así, no fue más que un movimiento copiado de Mobutu, líder del cual discrepaba anteriormente, pero que vio en él un ejemplo a seguir tras su ruptura con las potencias occidentales.
Macías obligó a la población a cambiar sus nombres occidentalizados por los de sus ancestros, así como modificarlos para adaptarlos como en el caso de su nombre. También cambió los topónimos de la geografía nacional: (primero los castellanos, y luego los africanizados): 

Fernando Poo – Bioko / San Carlos – Luba / San Fernando – Ela Nguema / Concepción – Riaba / Santa Isabel – Malabo / Punta Fernanda - Punta de la Unidad Africana. Y en cuanto a la región continental, «Sevilla» pasó a ser Niefang otra vez, Valladolid, Bimbiles y Guadalupe, Mongomo.

En conclusión, podemos observar que Macías fue un líder bastante inquieto, el cual obligaba a cumplir sus designios a placer. Sus juventudes, que eran sin duda un cuerpo muy similar a lo que iba a ser el «ejército rojo» de Mao. Así como que pasase a referirse a Guinea como una república de trabajadores (obreros), libres y revolucionarios, hace pensar que fuese muy influido por el régimen y la figura de Mao. Macías se refería constantemente a Guinea Ecuatorial como una república del «poder de los obreros».
Aun así, de Macías también se aprovecharon muchos. Sobre todo su alrededor, el clan que bajo su nombre llevaba a cabo venganzas y purgas para el interés de estos. Él mantenía al pueblo en un estado constante de tensión mediante la agitación de sus discursos y sus proclamas, mientras que sus juventudes hacían el resto por aplacar cualquier intento de levantamiento o protesta.

### Primer gabinete de Macías
El primer gabinete de Macías consistía en:
- Presidente: Francisco Macías Nguema
- Vicepresidente: Edmundo Bosio Dioko
- Defensa: Francisco Macías Nguema
- Comercio: Edmundo Bosio Dioko
- Asuntos Exteriores: Atanasio Ndongo Miyone
- Interior: Ángel Masié Ntutumu
- Hacienda: Andrés Ebonde Ebonde
- Obras Públicas: Jesús Alfonso Oyono Alogo
- Industrias y Minas: Ricardo Erimola Chema
- Agricultura: Agustín Grange Molay
- Sanidad: Pedro Ekong Andeme
- Educación Nacional: José Nsue Angüe
- Trabajo: Román Borikó Toichoa
- Justicia: Jesús Eworo

### Nombres de Macías
- 1924-1972:[318]  Mez-m Ngueme/Francisco Macías Nguema
- 1972-1975:[318][319]  Francisco Macías Nguema Biyogo
- 1975-1976:[318][319]  Macías Nguema Biyogo Ñegue Ndong
- 1976-1979:[318][319]  Masie Nguema Biyogo Ñegue Ndong

Durante los juicios de 1979, el Tribunal, la prensa extranjera y la opinión pública volvieron a referirse a él como Francisco Macías.

## Efectos del mandato de Macías
Durante su mandato se pueden señalar:
- La obligación de llamar al presidente «Milagro Único de Guinea Ecuatorial».
- El cierre del comercio exterior con Occidente
- La prohibición de llevar zapatos, llevando en aquel tiempo el «MOTOFUT».[30][147][321]
- La prohibición del pan por ser considerado imperialista.[306]
- Renombrar todas las entidades, instituciones y personas producto de la colonización española.
- La prohibición de la enseñanza de temas científicos y culturales en las escuelas; colapso del sistema educativo,[44] que en tiempos de la colonización era considerado uno de los mejores de África.[322]
- El desmantelamiento de la vía férrea.[321]
- La emisión compulsiva de sellos postales entre 1971 y 1979, con fines exclusivamente filatélicos.
- Desaparición de casi todos los medios de comunicación.[323]
- La prohibición para los habitantes de pescar en la isla.
- La instalación de una base secreta de submarinos soviéticos en Luba (hoy desmantelada).[324]
- Acabar casi en su totalidad con el cultivo del cacao, considerado anteriormente el mejor del mundo.[26] Asimismo, desgaste total de otras industrias como la agricultura, la producción de café,[92]  la producción de aceite de palma, la ganadería y la explotación forestal (industria maderera).[44]
- Devastación de la economía (pasando el país de tener una renta per cápita de 1420 dólares, una de las más altas de África en 1968[325][326]  a una renta per cápita de 70 dólares en 1975)[44] y la infraestructura —urbana, eléctrica, de suministro de agua, de comunicación, carreteras, transportes y salud—, debido al saqueo, la ignorancia y el abandono.[87][119][206] Llegada a una economía de subsistencia producto de la crisis.[44][327][328] Paralización en todos los sectores, colapso de todos los servicios públicos.[53]
- El no acceso de la mayoría de la población al agua potable;[329] racionamiento del agua.[330]
- La eliminación de todos los maestros, médicos, técnicos, ingenieros y de todos los cuadros formados por guineanos.
- La ilegalización en 1975 de la educación privada, por ser considerada subversiva,[199][331] provocando el cierre de todas las escuelas católicas.[12][87] A partir de entonces, en las escuelas solo se enseñó la doctrina política del régimen.[39][59]
- La prohibición de practicar la religión católica a partir de junio de 1978,[12][34][332][1] aumentando el número de exiliados.[1]
- La reaparición de varias enfermedades previamente erradicadas y el empeoramiento y colapso del sistema sanitario (considerado anteriormente como uno de los mejores de África),[322][333] por la falta de medicamentos y la ruina de los hospitales.[33][44][199] Los médicos fueron eliminados y sus labores ejercidas por curanderos.[33][334][335] Las vacunas fueron prohibidas, por ser asociadas al imperialismo.[91]
- La llegada de la mortalidad infantil a un 60 %.[68]
- La llegada de la esperanza de vida a los treinta años de edad.[336]
- La desaparición de la electricidad en Malabo.[148][330][275][337]
- El incendio o destrucción intencionados de varios poblados como forma de exterminio.[12][34][105][180][338][339]
- La destrucción de gran parte de la obra legada por España a Guinea Ecuatorial.[68]

Es importante señalar que las prohibiciones de Macías a la población no aplicaban para él. Por ejemplo, su vestimenta continuaba siendo occidental y solía tratarse médicamente en el extranjero, en hospitales que él hubiese considerado imperialistas en Guinea Ecuatorial. En 1979, tras su derrocamiento y el allanamiento de su palacio, se descubrió que consumía pan, alimento prohibido a la población. También consumía vino, jamones, quesos y aceitunas españolas, siendo que todo producto español estaba prohibido a la población.

## Vida personal
Macías estuvo relacionado con cinco mujeres durante su vida. Se casó legalmente por primera vez con una mujer de la provincia de Río Benito llamada Ada, con la que vivió en Mongomo, tuvo varios hijos y de la cual se separó tras descubrir una infidelidad con un adolescente español, dejándola supuestamente en la ruina. Macías estaba ebrio cuando descubrió a su mujer en la cama con aquel adolescente, de nombre Conrado García Zurita, mientras que la pareja se encontraba dormida. Al día siguiente, el adolescente despertó y al ver a Macías en la habitación, salió corriendo. Esta infidelidad fue calificada por Macías como un "abuso colonialista" y tuvo la intención (ya como vicepresidente del gobierno autónomo) de encarcelar y luego expulsar al adolescente y su familia. Finalmente logró sus objetivos. Toda esta situación hizo que Macías padeciera de un complejo de inferioridad sexual, e incluso se sometió a tratamiento psiquiátrico en España y Estados Unidos. También comenzaron a circular rumores (sobre todo entre la comunidad fang) de que Macías era homosexual. Esto le hizo sentirse muy ofendido.
Su segunda esposa fue una mujer llamada Clara Angué Osá, una fang oriunda de Mikomeseng, con la que se casó en Mongomo en 1964 y tuvo 3 hijos.
Durante su matrimonio con Clara, Macías  tomó por concubina a una mujer llamada Mónica Bindang Ayong, una mulata rubia hija de un colono español. Macías dejó a Clara en Mongomo y se fue a vivir con Mónica a Bata y Santa Isabel. Posteriormente contrajo matrimonio con Mónica y tuvieron dos hijos: Francisco Paco (nacido en 1970) y Mónica Moniquita (nacida en 1972), mientras que Macías adoptó a dos hijos que Mónica tenía de relaciones anteriores: Teonesto y Maribel. Mónica Bindang llegaría a ostentar el cargo oficial de primera dama, y ejerció una influencia importante sobre Macías. Acompañó a su esposo a varios viajes oficiales. En marzo de 1971, Mónica Bindang hizo que su esposo encarcelara a un transeúnte que la saludó de manera informal, por "irrespetuoso" y por "dirigirse de esta manera a la esposa del presidente". De todas formas, Mónica Bindang recibió maltrato físico por parte de Macías.
Aún casado con Clara, Macías también mantuvo una relación con una joven mulata de origen alemán llamada Frida Kroner, de profesión enfermera con la que también tuvo hijos. No está claro si previamente anuló su matrimonio con Clara, si llegó a casarse con Kroner o si la mantuvo también como una segunda concubina. Sin embargo, se sabe que Macías ordenó el asesinato de su marido, Felipe Pedro Esono, director de Seguridad. Al igual que este, existen otros casos documentados de hombres asesinados por ser exparejas o maridos de las mujeres que Macías codiciaba, especialmente de su tercera esposa Mónica. Todo esto fue desmentido por Macías durante su juicio en 1979.
Otra mujer en la vida de Macías fue Rita Flores Mernicon (viuda del político Abilio Balboa, antiguo alcalde de Santa Isabel) con la que también tuvo hijos. Sin embargo, poco después del derrocamiento de Macías esta mujer negó cualquier tipo de relación sentimental con él.
Casi todas las mujeres de Macías acabaron abandonándolo, escapando de su dictadura. Cuando Mónica Bindang huyó del país, Macías la declaró traidora a la patria y prohibió que a cualquier mujer guineana se le bautizara con el nombre de Mónica. También ordenó a Damián Ondó, gobernador del Banco Central de Guinea, que la persiguiera (sin finalmente encontrarla),  temiendo que fuera a Suiza y retirara el dinero que Macías tenía allí guardado.  Clara Angué Osá también abandonó a Macías, regresando a Guinea Ecuatorial poco después del golpe de 1979. Algunas fuentes citan que Mónica Bindang regresó a Mongomo y se reconcilió con Macías.
Algunos de los hijos de Macías, poco antes del derrocamiento de su padre en 1979, fueron enviados a Corea del Norte y educados bajo la tutela del líder Kim Il-sung, amigo de Macías. Mónica Bindang también se estableció allí con ellos.
Otro de los hijos de Macías, con otra de sus mujeres, es Filiberto Ntutumu Nguema, exministro de Educación, ex secretario general del PDGE y actual rector de la Universidad Nacional de Guinea Ecuatorial (UNGE).
Macías poseía varios lujosos palacios presidenciales (valorados en millones de dólares), uno de ellos ubicado en su pueblo natal de Nzeng Ayong. Tras el golpe de 1979, fue allanado y en él se descubrieron medicinas de todo tipo almacenadas en una habitación y numerosos fajos de billetes, además de varios retratos de Macías y dos automóviles Mercedes-Benz estacionados en el patio. Macías era aficionado a los coches e incluso en una ocasión compró varios de ellos solo para contemplarlos. Los palacios de Macías se basaban en el Palacio de Versalles. Macías estaba obsesionado por la construcción y las obras públicas, así como por la pintura y limpieza de estas. Corregía los planos de los arquitectos y pasaba horas vigilando el trabajo de los albañiles. Tuvo la intención de asemejar su aldea natal de Nsegayong a Versalles en lo referido a infraestructuras. Se construyeron en 1972 dos hoteles de lujo en Malabo y Bata, con el objetivo de alojar a misiones diplomáticas. También se construyeron bancos, edificios, centros educacionales y el puerto internacional de Bata. Todas aquellas obras públicas costaban millones de pesetas, y no eran nunca aprovechadas. No tenían real utilidad para el pueblo guineano (y además muchas veces había falta de personal en ellas), pero Macías se sentía orgulloso de todas las obras creyendo que le hacía un verdadero favor al país y que sus iniciativas representaban el interés general de la población. En marzo de 1979, Macías incluso anunció la creación de una compañía aérea.
En 1974, Macías mandó a construir un muro para rodear la mitad de la parte residencial de la ciudad de Malabo y adueñarse de este sector, para vivir separado del resto de la población. Para ello fue necesario desalojar a todos los habitantes de la zona. En la llamada popularmente ciudad prohibida se encontraba uno de los palacios de Macías, la catedral y la Plaza de la Independencia, así como la Prisión Playa Negra. Al muro se le agregó alambre de púas, que a su vez iba conectado a un cable de alta tensión. Macías construyó el muro por «motivos de seguridad», producto de su tanatofobia. Además, era protegido por tropas armadas y tanques.  Poco después de la ejecución de Macías, la ciudad prohibida fue abierta al público y en 1981 el muro (conocido popularmente como muro de la Vergüenza) fue derribado. El muro costó millones de dólares, al igual que otros muros similares que construyó alrededor de sus múltiples palacios.
Como parte de su admiración por Hitler, Macías poseía un ejemplar de Mein Kampf del cual nunca se separaba. Leyó el libro cinco veces y llegó al extremo de recitar pasajes del mismo aprendidos de memoria. Macías tomó muchos elementos del régimen nazi y los implementó en su dictadura.
Macías era consumidor habitual de bhang e iboga, lo cual pudo haber sido la causa de su desequilibrio mental. Solía consumir estas drogas en horas de la madrugada, mientras realizaba actividades de gobierno.  Según informes fidedignos, Macías practicaba el canibalismo y tenía una colección de cráneos humanos, los cuales clasificaba por sexo, fecha, suculencia y grado de placer auditivo del ruido que habían hecho al ser cascados por Macías con su bastón. De vez en cuando, algún preso político era enviado al palacio presidencial y el propio Macías se encargaba de matarlo y degustarlo. Su consumo habitual de drogas causó que se convenciera de ser supuestamente un curandero todopoderoso.
En lo que respecta a su alimentación, solo aceptaba comer comida importada desde España y cocinada por gente de confianza. Bebía agua mineral y jamás consumía bebidas alcohólicas.
Tenía la costumbre de mandar a matar a sus enemigos a machetazos y alimentar con sus restos a tiburones.
Al final de su dictadura había acumulado una fortuna de 406 383 893 ekwele, equivalentes a 13 540 millones de dólares.

### Personalidad
Macías es ampliamente considerado como un enfermo mental. Antes de la independencia, durante la Conferencia Constitucional en 1967, un doctor español diagnosticó confidencialmente que era paranoico y esquizoide. En una de sus estancias en España también se le diagnosticó como maníaco-depresivo. En 1970, Macías se trató con el mismo médico español que le había diagnosticado en 1967.

... de carácter sanguíneo, procura ostensiblemente hacer gala de una fuerte personalidad, aunque con frecuencia cae en arrebatos que denotan falta de equilibrio emocional. La notable sordera que sufre crea situaciones incómodas y dificulta el trato con él en las entrevistas personales. Es desconfiado por naturaleza, receloso y carece de agilidad mental. Acostumbra a elevar la voz hasta a sus propios ministros y diplomáticos, a algunos de los cuales llega a maltratar de palabra. (...) El presidente vive en protagonista las veinticuatro horas del día, y la distancia que lo separa de todos sus colaboradores es abismal. Las referencias que se tienen de los Consejos de Ministros indican que sólo el vicepresidente del gobierno se atreve a discrepar en cuestiones técnicas. Como nota curiosa cabe destacar sus alusiones públicas al deseo que le anima de imitar a Franco, cuya persona suele respetar en casi todos los discursos y con el que ha dicho desea entrevistarse, pero a nivel de colegas u «homónimos».
Habla solo y sus colaboradores le sorprenden con frecuencia gesticulando, hablando solo o ensayando sus discursos frente al espejo.
Es un hombre inculto, pero tiene un arte primitivo para la palabra, la intuición del verbo, alterna el fang con el español, pero conecta con las masas y consigue en ellas efectos sorprendentes.
Libro Guinea Materia Reservada, de Rafael Fernández.

Rafael Mendizábal, técnico de Macías durante el primer año de su mandato presidencial, lo describió como «prudente y violento», «realista y utópico simultáneamente» y «enérgico pero dubitativo». Macías sufría de exaltaciones de violencia a las que seguían luego intervalos de equilibrio y lucidez, teniendo una personalidad incongruentemente cambiante y tornadiza. Con tendencias paroxísticas, Macías pasaba por fases de silencio total o de verborrea. Una persona temerosa, insegura (según los guardias de su palacio, no reconocía sus debilidades y culpaba de sus errores a los demás) y muy suspicaz, siempre estaba pensando que alguien lo asesinaría o le iba a quitar el poder, y llegó a contabilizar una veintena de supuestas intentonas golpistas. Según Macías, algunas supuestas intentonas golpistas se fraguaban incluso en el interior de las cárceles. Antes de partir a viajes oficiales, Macías ordenaba la ejecución de varios presos políticos para disuadir a sus opositores de conspirar contra él.  También estaba obsesionado con su seguridad, y se rodeó de una guardia pretoriana compuesta de 155 soldados. Siempre preocupado por un posible derrocamiento, Macías dejó de realizar apariciones públicas en 1975 y se retiró a vivir primero a Mongomo y luego a su pueblo natal, Nzangayong. En este lugar, pasaba horas sentado alrededor de una hoguera hablando con familiares y ancianos del poblado sobre política de Estado. En su aldea natal, Macías se dedicaba a la pesca, caza y agricultura de subsistencia, teniendo como mano de obra a presos políticos que se le enviaban. Se negaba a trasladarse a Malabo, a menos que se presentara una situación de extrema urgencia.
A pesar de ser un nato conductor de masas, en el plano personal era introvertido y socialmente inadaptado. También se ha apuntado que era bastante malhumorado. Ha sido descrito como megalómano (en una ocasión declaró «Yo soy el presidente, luego soy más que todos vosotros juntos»), y al mismo tiempo paradójicamente se ha apuntado a que sufría un marcado complejo de inferioridad. A partir de este doble complejo (de inferioridad respecto a España y de superioridad ante los demás guineanos) pudo haber surgido su pensamiento político ultranacionalista.
Macías también ha sido descrito como una persona muy recelosa. De acuerdo a Adolfo Enrique Millan, antiguo funcionario colonial y secretario de Macías durante los inicios de su gobierno, el dictador tenía una mentalidad bastante infantil. Otras personas que estuvieron en su momento cerca de él le describen como vanidoso y aficionado a los lujos. Todos los muebles de su palacio eran importados, la grifera de su baño era de oro y había aire acondicionado. Macías exigía que mujeres de poblados aledaños caminaran kilómetros hasta su palacio y lo despertaran con cantos.
Toda la personalidad desenfrenada de Macías salió a relucir después de llegar a la presidencia: durante su etapa como vicepresidente del Gobierno Autónomo era conocido como un hombre sano, sencillo, sin vicios, no mujeriego y sobre todo racional.
Macías acostumbraba, en el cenit de su locura, a entablar monólogos e incluso a «cenar» con adversarios ya eliminados. Llegó hasta el punto de tomar decisiones basadas en las pesadillas y visiones nocturnas que tenía.
Algunos observadores han postulado que Macías Nguema pudo haber sido un psicópata, trastorno potencialmente causado, en parte por el trauma psicológico de su infancia, y que su comportamiento podría haber sido afectado por otras posibles enfermedades mentales y su consumo periódico de la planta psicoactiva iboga (con efectos similares al LSD) y grandes cantidades de cannabis. Según algunos, también pudo haber sufrido de esquizofrenia. Esto último se notaba en su forma de comunicarse, puesto que muchos de sus discursos eran incoherentes. Durante su etapa escolar, sus profesores ya habían notado su precario estado psíquico. Lo mismo sucedió durante la campaña electoral de 1968, cuando sus rivales (dándose cuenta del precario estado mental de Macías) lo tildaron de «loco», aunque en aquella oportunidad Macías se defendió autocalificándose como un «loco de libertad».
Desde el punto de vista biológico, Macías sufría de cefaleas y constantes migrañas, además de impotencia sexual y dolencias gástricas. Se llegó a decir que sufría un proceso de deterioro mental causado por la sífilis. Según uno de los médicos cubanos que lo atendía, al momento de su derrocamiento se hallaba en una fase terminal de esta enfermedad.
Macías era hipocondríaco y sus médicos personales le hacían exámenes de sangre y orina todos los días. Producto de su tanatofobia, estaba obsesionado con su salud. En más de una ocasión sancionó a miembros de su gobierno por intentar haberlo «contaminado», cuando por ejemplo tosían cerca de él. Muchas veces Macías autorizaba a sus funcionarios a tomarse largas vacaciones cuando estaban algo enfermos, y a que regresaran cuando estaban completamente curados. Macías se abrigaba al más ligero cambio de temperatura y años después de haberse curado de tuberculosis, continuaba tomando medicamentos para combatirla. Los medicamentos que ingería por vía oral debían abrirse delante de él, y las inyecciones debían también prepararse en su presencia. Llegó hasta el punto de anular completamente sus viajes al extranjero, porque consideraba que estando fuera del país cualquiera podría matarlo. Su tanatofobia fue el origen de muchos de los asesinatos cometidos durante su dictadura, ya que comenzó a ver por todas partes enemigos que supuestamente lo querían asesinar. Incluso desconfiaba de sus esposas, y rara vez dormía en la misma habitación que ellas. En sus visitas oficiales, había un enorme despliegue de seguridad.
Viajó dos veces a España para tratar un tumor cerebral y otras enfermedades que nunca se revelaron.
Su notable sordera también llegó a ser un problema durante su juicio en 1979, ya que Macías no escuchaba algunas de las preguntas formuladas por el Tribunal. Durante sus últimos años, se encontraba bastante avejentado.

## Macías en la cultura popular
- Macías, ensayo general sobre el poder y la gloria (1985). Obra de teatro chilena escrita por Sergio Marras y protagonizada por el actor Tennyson Ferrada en el papel de Macías.[379]
- El libro Los perros de la guerra de Frederick Forsyth (así como su película homónima) está parcialmente basado en la situación de Guinea Ecuatorial durante el régimen de Macías.[367]
- La novela Palmeras en la nieve de Luz Gabás (así como su película homónima) narra los tiempos coloniales de Guinea Ecuatorial y los primeros meses posteriores a la independencia, durante el régimen de Macías.
- Algunos episodios de la serie de televisión española Cuéntame cómo pasó tratan sobre los sucesos acontecidos en Guinea Ecuatorial a comienzos del régimen de Macías, entre ellos la independencia del país y la crisis diplomática de 1969. Entre estos episodios se encuentran El día de la raza y Hundido.[380]
- El libro El monstruo español. Francisco Macias y el fin de la aventura colonial en Guinea (2025) de Antonio Caño narra la biografía de este dictador.[381]